# Mahmoud Kaoud
Mahmoud Kaoud (tiếng Ả Rập: محمود قاعود; sinh ngày 27 tháng 8 năm 1988) là một cầu thủ bóng đá người Ai Cập hiện tại thi đấu ở vị trí tiền vệ trung tâm cho câu lạc bộ Ai Cập Enppi.